# Gare de Brumunddal
La gare de Brumunddal est une gare ferroviaire norvégienne  de la ligne de Dovre. Elle se situe dans le centre-ville de Brumunddal, sur le territoire de la commune de Ringsaker, dans le comté d'Innland en région Østlandet.

## Situation ferroviaire
Située au (PK) 139,90 et à 134 m d'altitude, la gare de Brumunddal se trouve entre deux petites haltes fermées,.

## Histoire
La gare de Brumunddal est mise en service le 15 novembre 1894 lorsque le tronçon entre Hamar et Tretten fut achevé. Au moment de son ouverture, la gare s'appelait Brumunddalen jusqu'au 1er septembre 1922 où le nom change en son nom actuel. À partir de 1998, la gare automatisée n'a plus de personnel.

## Service des voyageurs

### Accueil
La gare a un parking de 65 places (dont 1 pour les personnes à mobilité réduite) et un parking pour le vélos. S'il n'y a pas d'automates, il est possible d'acheter des titres de transport à la boutique Narvesen située dans le centre-ville. La boutique est ouverte du lundi au samedi de 9 h à 21 h et le dimanche de 12 h à 21 h. Il y a une salle d'attente dans la gare ouverte de 4 h 30 à 20 h 30.

### Desserte
La gare est desservie par des services régionaux et un service longue distance dont les trains de nuits s'arrêtent à Brumunddal :
- R10 : Drammen-Oslo S-Lillehammer
- 21 : Oslo S-Lillehammer-Dombås-Trondheim S

### Intermodalité
Un arrêt de bus et une station de taxi se trouvent à côté de la gare.